# Anélio Latini Filho
Anélio Latini Filho (Nova Friburgo, 1926 — Rio de Janeiro, 1986) foi um pintor, desenhista e um dos precursores da animação no Brasil.

## Vida e obra
Admirador da obra de Walt Disney e filho do pintor Anélio Latini, Anélio Latini Filho foi um pioneiro da animação brasileira. Praticamente sozinho na sua casa na Tijuca, contando apenas com a colaboração do irmão Mário Latini como diretor de fotografia, ele escreveu e produziu Sinfonia Amazônica, o primeiro longa-metragem  de animação do país, realizado entre os anos de 1946 e 1953. Além de criar 500 mil desenhos de cenários e personagens, ele desenvolveu uma técnica própria para sincronizar o som com a imagem (Sonorização). 
Latini assinou também a introdução de filmes como O levante das saias de (1967).
Sem conseguir sucesso comercial com a Sinfonia Amazônica, passou a trabalhar como ilustrador publicitário e a vender seus quadros para turistas. Deixou inacabado seu segundo longa, Kitan da Amazônia.

## Filmografia
- Sinfonia Amazônica (1953)

### Curtas-metragens
- A ilha de aço (documentário, 1969)[8]
- Os pintores de Nassau (documentário, 1981)[9]
- Exploração do petróleo submarino (documentário, 1968)[10]